# Moabi (Gabon)
La commune de Moabi, chef-lieu du département de Douigny, est une ville du sud-ouest du Gabon dans la province de la Nyanga.
La principale communauté ethnique de la ville est celle des Punu et la langue parlée est le punu.
La ville est constituée de dix principaux quartiers : Miamba, Mbamba, Mougouna, Djaba, Souangui Néni, Souangui Kéki, Poutou Néni, etc.
Le Quartier Miamba regroupe les services administratifs et commerciaux de la ville. On y retrouve la Direction de la société de l'énergie et d'eau du Gabon (SEEG), le marché de la garda, le centre médical de Moabi, la résidence de la préfecture de du département de la Douigny, etc.